# Кадипијетра (Болцано)
Кадипијетра је насеље у Италији у округу Болцано, региону Трентино-Јужни Тирол.
Према процени из 2011. у насељу је живело 465 становника. Насеље се налази на надморској висини од 1062 м.